# Gleinstätten
Gleinstätten är en ort och kommun i Österrike. Den ligger i distriktet Leibnitz i förbundslandet Steiermark. Den 1 januari 2015 blev den tidigare kommunen Pistorf en del av kommunen Gleinstätten.
Kommunen består av sju orter (Ortschaften) (inom parentes invånarantal 1 januari 2024):

- Dornach* (77)
- Gleinstätten (1 006)
- Haslach (199)
- Maierhof* (316)
- Pistorf* (598)
- Prarath (166)
- Sausal* (448)

Orter markerade med * tillhörde den tidigare kommunen Pistorf. 